# Brauerei Feldschlösschen (Rheinfelden)

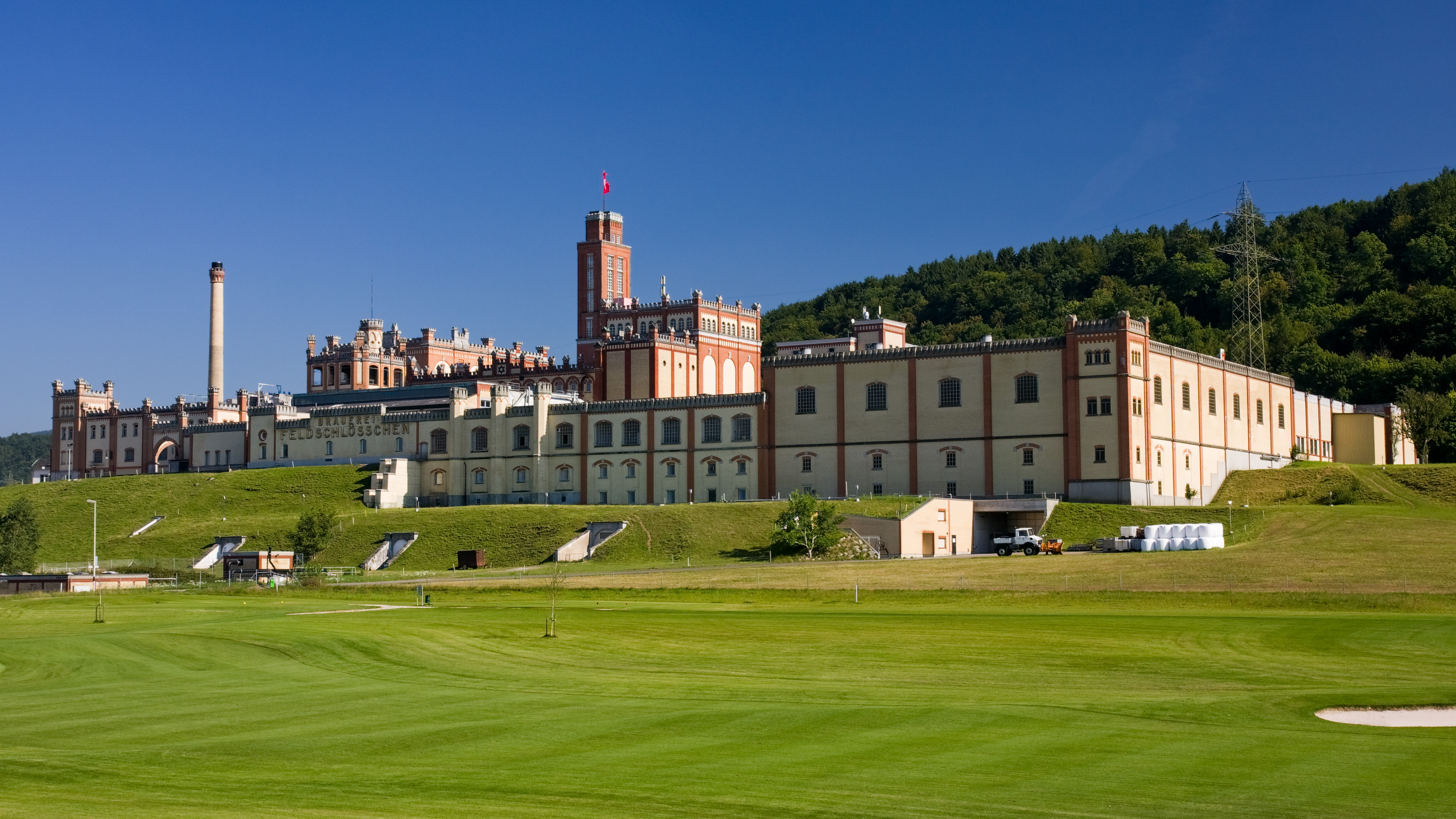
Burgenstil-Fabrikgebäude

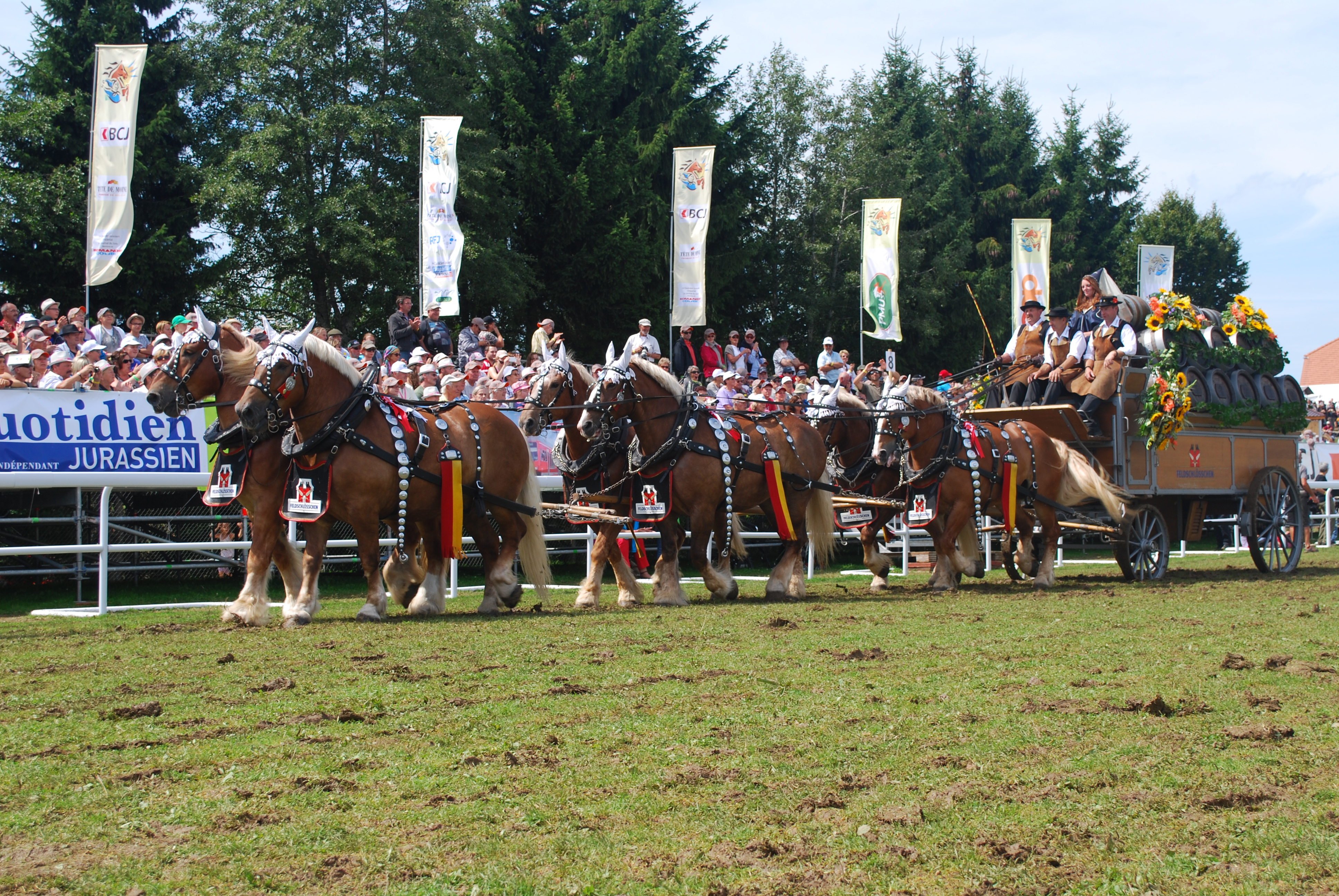
Das Pferdegespann der Brauerei Feldschlösschen, es wird zu speziellen Anlässen heute noch eingesetzt

Die Brauerei Feldschlösschen ist eine Bierbrauerei in Rheinfelden im Kanton Aargau sowie der Hauptsitz der Feldschlösschen Getränke AG, dem grössten Getränkehersteller der Schweiz. Das Fabrikgelände mit einem Dutzend Gebäude liegt südwestlich der Altstadt. Der grössere Teil davon ist im Burgenstil des Historismus erbaut und steht als Kulturgut von nationaler Bedeutung unter Denkmalschutz.

## Entwicklung

Blick auf Rheinfelden, im Vordergrund die Feldschlösschen-Brauerei, 1930

Luftansicht der Brauerei (1949)

Die 1876 gegründete Brauerei Feldschlösschen richtete ihre Produktionsstätte zunächst in den schmucklosen, nüchternen Anlagen einer aufgegebenen Anilin-Fabrik ein. 1882 begann das Unternehmen mit der Ausweitung der Produktion, was eine Vergrösserung der Fabrik zur Folge hatte. Dabei fiel die Wahl auf den Burgenstil, der damals in der Industriearchitektur vorherrschend war. 1892 entstanden das Maschinenhaus und das Sudhaus. Mit der Erweiterung des Sudhauses im Jahr 1902 nahm die Fabrik endgültig den Charakter einer Burg an und die vom Vorgängerunternehmen übernommenen Anlagen verschwanden. Um diese Zeit begann die Firma andere Brauereien zu übernehmen, so die Brauerei Holzach in Aarau. Örtliche Konkurrenz bestand in Form des Rheinfelder Unternehmens Salmenbräu.
Im Gegensatz zu anderen Unternehmen übernahmen die von Feldschlösschen beauftragten Architekten auch bei Erweiterungen der Produktionsanlagen jahrzehntelang die historistische Formensprache als Leitmotiv. Während die älteren Bauten parallel zur Hangkante stehen, entstanden die Erweiterungsbauten nach der Jahrhundertwende senkrecht dazu. Als Baumaterial verwendete man durchwegs Backsteine; gelbe für die Mauerflächen und rote für Verzierungen und Blenden. Ab den 1920er Jahren wich man bei den Verzierungen von der Neugotik ab und ging vermehrt zum Stil der Neuen Sachlichkeit oder zum Neoklassizismus über, einige burgähnliche Grundelemente behielt man jedoch bei. Eine markante Ausnahme bildet das Flaschenabfüllwerk, das in den 1970er Jahren in einiger Entfernung vom bestehenden Fabrikkomplex als standardisierter Industriebau errichtet wurde.
Das dänische Brauereiunternehmen Carlsberg Group übernahm die Brauerei Feldschlösschen im Jahr 2000.

## Wichtige Gebäude

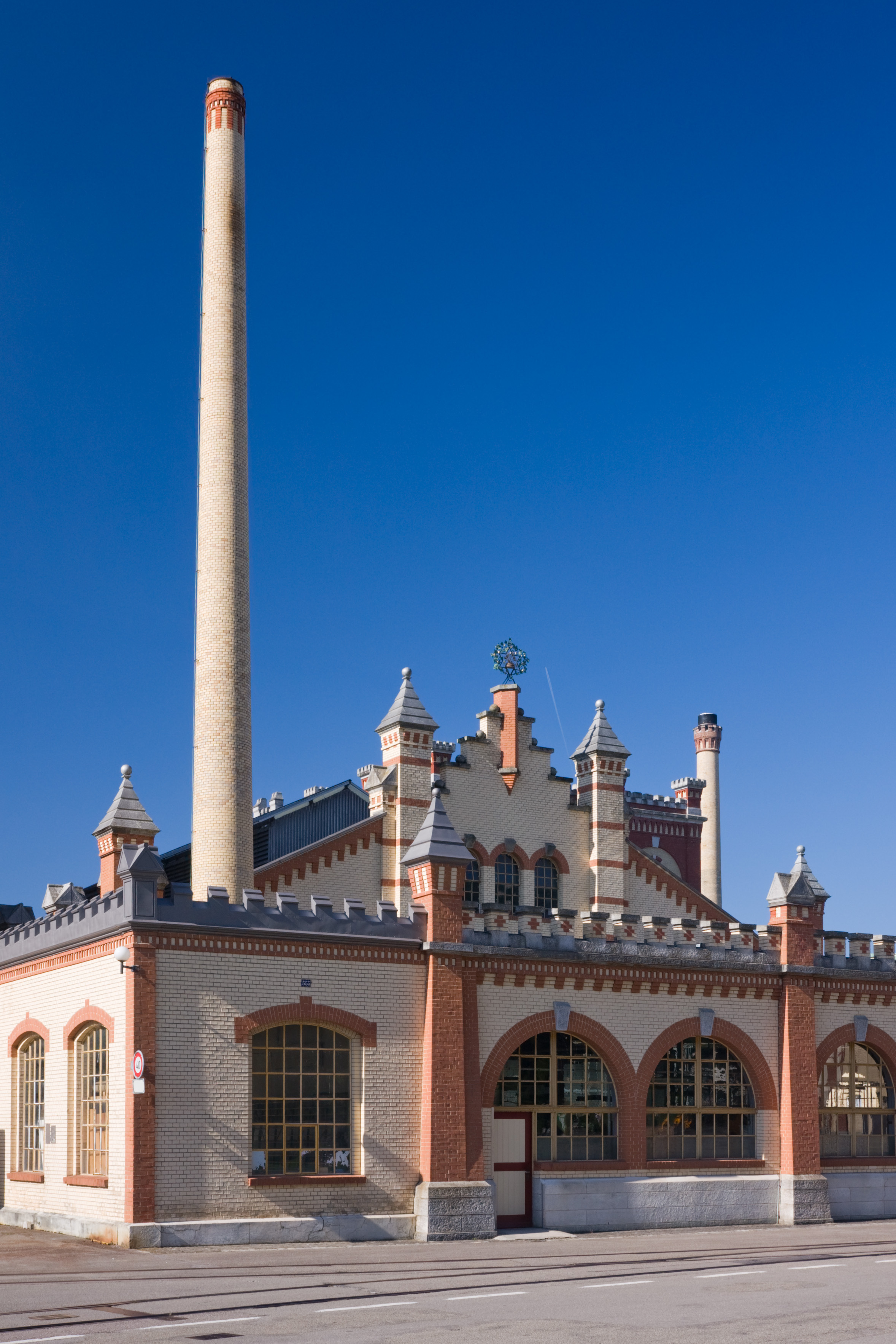
Detailansicht mit Kamin

Den Kern der Anlage bildet das 1908 errichtete und 1957 erweiterte Sudhaus. Die Fenster im Sockelgeschoss sind von Tudorbögen umrahmt, die Fenster in den drei darüber liegenden Stockwerken von Blendarkaden. Der Saal enthält mehrere kupferne Braupfannen. Die hohen Säulen mit ihren würfelförmigen Kapitellen im älteren Teil des Saales sind von altägyptischen Tempelanlagen inspiriert. Die Wände sind mit blauen Kacheln ausgekleidet, eine Marmortreppe mit Jugendstilornamenten führt zu einem erhöhten Bereich hinauf. Ein Glasfenster in der Mittelachse zeigt das Profil von Theophil Roniger, einem der beiden Firmengründer.
In der Flucht zwischen Sud- und Maschinenhaus gibt es eine Nische. Dort steht die Braupfanne, in der Roniger 1868 in Magden erstmals Bier gebraut hatte. Das Maschinenhaus enthält die Kühlanlagen. Die Innenwände sind unten ebenfalls mit blauen Kacheln ausgekleidet, im oberen Teil mit Symbolen verziert, die im Zusammenhang mit dem Bierbrauen stehen (darunter Brauersterne). Das alte Sudhaus von 1892 (heute als Verwaltungsgebäude in Gebrauch) ragt wie ein Burgturm empor; dazu tragen insbesondere der Zinnenkranz mit mehreren kleinen Türmchen und Eckrisalite bei.
Neben dem Hauptkomplex befindet sich der «Schalander», das Aufenthalts- und Pausenhaus für das Personal. Dessen Fassade ist in einem strengen neoklassizistischen Stil gestaltet und weist einen mit Pilastern gegliederten Mittelrisalit auf. Die Stube im Innern wird von Friesen des Künstlers Burkhard Mangold geschmückt. Im Stile des Pointillismus stellen sie folgende Szenen dar: Theophil Roniger bei seinen ersten Brauversuchen, das Restaurant «Sonne» in Magden sowie der Biertransport mit Pferdefuhrwerken. Im westlichen Bereich der Anlage befinden sich die Gär- und Lagerkeller sowie die ehemalige Küferwerkstatt.
Am nördlichen Rand des Werkgeländes stehen die Stallungen für die Brauereipferde (1898), ein Wirtshaus (1890) und das ehemalige Wohnhaus von Mathias Wüthrich, dem zweiten Firmengründer (1905).

## Sonstiges
Ein Modell der Brauerei im Massstab 1:87 (H0) wird vom hessischen Modellspielwarenhersteller Viessmann vertrieben.